# 新井章仁
新井 章仁（あらい あきひと、1962年12月3日 - ）は、ドキュメンタリー番組の演出家、テレビディレクターである。

## 人物
長野県飯田市出身。長野県飯田高等学校卒業。ドキュメンタリー番組のディレクターとして活躍中。
アシスタント時代は、毎日放送『中村敦夫の地球発22時』などの番組に従事する。その後、フリーディレクターとして数々のドキュメンタリー番組を手がける。
日本テレビ｢Time21｣で津軽海峡のサメ獲り漁師の親子鷹をテーマにした「津軽海峡にサメを追え!」で日本民間放送連盟賞を受賞した。その後、ATP賞なども受賞している。
2007年には、テレビ朝日で放送された番組『特捜!』で海上保安庁の潜水士研修の様子を取材し、「ザ・リアル海猿」というサブタイトルで放送した番組がATPグランプリ2007を受賞した。

## 最近の作品
- テレビ東京『日経スペシャル ガイアの夜明け』
- 毎日放送『情熱大陸』
- NHK『関口知宏のファーストジャパニーズ』
- NHK『関口知宏のOnly1』